# Maximilian 2. Emanuel af Bayern
Maximilian 2. Emanuel blev født den 11. juli 1662 i München og døde der den 26. februar 1726, var kurfyrste af Bayern og søn af kurfyrst Ferdinand Maria af Bayern og Adelheid af Savoyen.

## Kurfyrste
Maximilian Emanuel efterfulgte sin far som kurfyrste af Bayern i 1679. Han deltog i 1683 i kampen mod tyrkerne udenfor Wien, udmærkede sig i de  efterfølgende år under slagene ved Gran, Buda, Mohács og Belgrad. I 1690 blev han kejserlig generalissimus ved Rhinen og kæmpede hver af de følgende somre indtil freden i Rijswijk (1697) ved Rhinen, i Italien eller i De spanske Nederlande, hvor han fra 1691 var statholder. I 1698 blev hans søn med Maria Antonia af Østrig, kurprins Josef Ferdinand, ved testamente indsat som arving af hele det spanske monarki, men den unge prins' død den 6. februar 1699 ødelagde hans lysende udsigter. Imidlertid havde Maximilian Emanuel i 1694 giftet sig med den polske kong Jan Sobieskis datter Teresia Kunigunda.

## Spanske arvefølgekrig
Ved den spanske arvefølgekrigs udbrud i 1701 stillede han sig sammen med sin bror fyrstebiskoppen Josef Klemens af Köln på Frankrig - og ikke kejserens - side lokket af løfter om kongelig status og evt. hjælp til at blive kejser når Leopold engang døde. Under krigen beklædte han med hæder vigtige poster, men blev i 1704, som følge af de fransk-bayerske styrkers nederlag ved Blenheim, fordrevet fra sit land og i 1706 blev han sammen med sin bror dømt fredløs af den nye kejser, Josef I. Først ved freden i Baden (1714) blev fredsløsheden ophævet, hvorefter Maximilian Emanuel i 1715 kom tilbage til Bayern. Han efterfulgtes af sin ældste søn af andet ægteskab, Karl Albert.